# Sensible Software
Sensible Software – założone w 1986 roku w Chelmsford przez Jona Hare’a i Chrisa Yatesa brytyjskie przedsiębiorstwo zajmujące się produkcją gier komputerowych na komputery 8- i 16-bitowe. Studio stworzyło serie gier, takie jak Sensible Soccer, Mega Lo Mania, Sensible World of Soccer czy Cannon Fodder. W 1999 roku spółka zbankrutowała, a marka jednej z jej gier Sensible Soccer została wykupiona przez Codemasters.

## Lista programów i gier stworzonych przez Sensible Software
- Twister (ZX Spectrum, 1985)
- Parallax (Commodore 64, 1986)
- Galaxibirds (Commodore 64)
- Wizball (Commodore 64, 1987)
- Shoot'Em-Up Construction Kit (Commodore 64/Amiga, 1988)
- Oh No (Commodore 64)
- Microprose Soccer (Commodore 64, 1989)
- Int. 3D Tennis (Commodore 64/ZX Spectrum/Amiga/Atari ST, 1990)
- Insects in Space (Commodore 64)
- Mega Lo Mania (Amiga/Atari ST, 1991)
- Sensible Soccer (Amiga/Atari ST/Megadrive/SNES, 1992)
- Wizkid (Amiga/Atari ST, 1992)
- Sensible Soccer 92/93 v.1.1 (Amiga/Atari ST)
- Cannon Fodder (Amiga/Atari ST/MS-DOS/Game Boy Color, 1993)
- Sensible Soccer International Edition v.1.2 (Amiga/Atari ST) (1994)
- Cannon Fodder 2 (Amiga/MS-DOS, 1994)
- SWoS (Amiga/MS-DOS)
- SWoS 95/96 (Amiga/MS-DOS)
- SWoS Euro '96 (Amiga/MS-DOS)
- SWoS 96/97 (Amiga/MS-DOS)
- Sensible Golf (Amiga/MS-DOS)
- Sensible Soccer 98 (Windows, 1998)
- Sensi 98 Euro Club Edition (Windows/PlayStation)
- SimBrick (Amiga)
- Sensible Train Spotting (Amiga)